# Samanta Fabris
Samanta Fabris, född 8 februari 1992, är en kroatisk volleybollspelare (vänsterspiker).
Fabris spelar med Kroatiens landslag och har spelat med dem vid varje EM sedan EM 2011. Hon spelade även med dem vid VM 2022. Fabris har spelat i Kroatien, Italien, Ryssland och Turkiet och har ofta tillhört de främsta poängvinnarna vid stora mästerskap. Hon har vunnit flera nationella mästerskap och cuptitlar med sina klubbar.